# Lukas Lamprecht
Lukas Lamprecht (* 7. Mai 1869 in Bad Hall; † 18. März 1941 in Linz) war ein österreichischer Mundartschriftsteller und Komponist.

## Leben
Lamprecht, der ursprünglich den Drechslerberuf erlernte, wurde 1897 Briefträger in Bad Goisern, ab 1899 in Linz. Nach Ablegung von Dienstprüfungen übernahm Lamprecht die Leitung des Postamts Scharten. Ab 1910 war er als Postmeister in Weibern beschäftigt. Persönliche Unterstützung erhielt er vom Schriftsteller Adolf Freund in Weitra, seiner sprachlichen Bildung hatte sich ein Kurgast aus Wien angenommen.

## Wirken
Lukas Lamprecht zeigte sich vielseitig begabt. Schon als Landbriefträger verfasste er zwei Volksstücke sowie Mundartgedichte für die „Salzkammergut-Zeitung“. Von einem Kapellmeister in Musik unterrichtet, komponierte er Lieder, Schuhplattler unter anderem mit Zitherbegleitung. In seinen Bühnenspielen wirkte er auch als Darsteller mit. Lukas Lamprecht hatte als Schriftsteller und Schauspieler mit seinen kleinen, zumeist ungedruckt gebliebenen Theaterstücken Aufführungserfolge durch treffende Charakterzeichnung und lebensnahe Dialogführung. 

## Werke
- Der Feichtenhof in Goisern, Volksstück, ohne Jahresangabe;
- Mundartgedichte und Erzählungen In: Zeitschriften und Zeitungen;
- Kompositionen: Lieder, Schuhplattler,